# Veľké Kršteňany
Veľké Kršteňany (in ungherese Nagykeresnye) è un comune della Slovacchia facente parte del distretto di Partizánske, nella regione di Trenčín.